# Герб Чорткова
Герб Чорткова — символ міста Чорткова Тернопільської області, затверджений Чортківською міською радою 4 вересня 2023 року. Автори — голова Українського геральдичного товариства Андрій Гречило та член товариства Олександр Лісниченко.
Оскільки не вдалося встановити який герб використовував Чортків у період XVI-XVIII ст., а вживання в такому значенні гербів когось із тогочасних власників міста не видавалося доцільним, було взято за основу герб, затверджений 2002 р., до якого вже звикли, але було усунено окремі помилки й неточності. Зокрема, у гербі 2002 р. порушено норми колористики, оскільки срібний замок розміщено в золотому полі. Також зображенню замку подано більш наближеним до оригінального вигляду, враховуючи й теперішню реконструкцію зі встановленням даху, щоб ця пам’ятка була більш пізнавана й ідентифікувалася саме з Чортковом. Замість герба Роля Гольських, який вживався лише на гербі міста протягом 1929-1939 рр., зберегли зображення геральдичної троянди як символ краси і розквіту міста.

## Опис
у синьому полі срібна геральдична троянда із золотим осердям і золотими листочками; над нею – срібний замок із червоними дахами.

## Історія

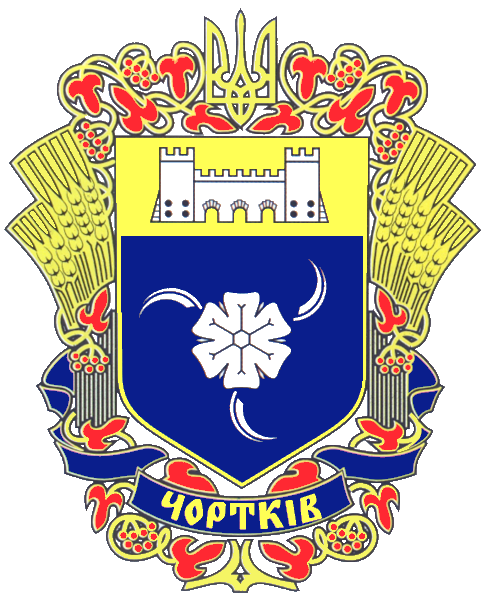
Герб міста 2002 року

У 1560 році Чортків отримав магдебурзьке право. Давній герб міста невідомий.
У першій половині XIX століття на печатці «громади Чорткова» фігурував герб з такою символікою: Око Провидіння в сяйві, увінчане шляхетською короною (імовірно, запозичений з давніших міських печаток часів Речі Посполитої).
На початку XX століття місто використовувало на печатках зображення коронованого польського орла.
За часів Другої Речі Посполитої у 1929 році було затверджено герб міста: у червоному полі шестипелюсткова срібна геральдична троянда із золотою облямівкою і золотою серединою; з-за двох горішніх листків і одного долішнього виглядає три срібних серпи, два горішніх — вістрями вправо, долішній — вістрям вліво. За основу взято емблему Гольських «Роля». Цей герб проіснував до вересня 1939 року.
У 2002 році було затверджено герб авторства Степана Шевчука. В основі — щит. На синьому тлі — шестипелюсткова біла квітка в обрамленні трьох серпів. У верхній частині на жовтому тлі — зображення фрагменту Чортківського замку. Щит обрамлений колосками пшениці та фігурним орнаментом із тризубом посередині у верхній частині.